# Aude Seigne
Pour les articles homonymes, voir Seigne (homonymie).
Aude Seigne est une écrivaine suisse de langue française née à Genève le 14 février 1985.

## Biographie
Aude Seigne est titulaire d'un master en littérature française et d'un bachelor en civilisations mésopotamiennes de l’université de Genève pour lequel elle a notamment effectué un séjour à Damas en 2008[réf. nécessaire].
En 2011, elle publie Chroniques de l’Occident nomade qui reçoit le prix Nicolas-Bouvier au festival Étonnants Voyageurs de Saint Malo. Également sélectionnée pour le Roman des Romands, elle bénéficie en 2012 d'une des bourses culturelles de la Fondation Leenaards pour son deuxième ouvrage, Les Neiges de Damas, paru aux éditions Zoé en 2015. La même année, elle fait partie du Forum des 100. Son quatrième ouvrage paraît en 2022 aux éditions Zoé sous le titre de L'Amérique entre nous.
Elle est membre de l'AJAR - association de jeunes auteurs romands et publie régulièrement dans des revues ou ouvrages collectifs.

## Publications

### Romans et récits
- Chroniques de l'Occident nomade, Éditions Paulette puis éditions Zoé, 2011, 144 p.  (ISBN 978-2-88182-896-6)[4],[5],[6],[7],[8]
- Les Neiges de Damas, éditions Zoé, 2015, 192 p.  (ISBN 978-2-88182-935-2)[9],[10],[11],[12],[13],[14],[15]
- Une toile large comme le monde, éditions Zoé, 2017, 240 p.  (ISBN 978-2-88927-458-1)
- Stand-by, saisons 1 et 2, avec Bruno Pellegrino et Daniel Vuataz, éditions Zoé, 2018-2019.
- L'Amérique entre nous, éditions Zoé, 2022, 233 p.  (ISBN 978-2-88927-981-4)
- Terre-des-Fins, avec Bruno Pellegrino et Daniel Vuataz, éditions Zoé, 2022.

### Poésie
- Variations sur un hiver amoureux, poèmes, Éditions Baudelaire, 2010.

### Articles, chroniques et nouvelles
- Souvenirs de l'océan, revue Archipel no 38, mars 2016
- Chronique américaine no 2 : route US-212, La couleur des jours, mars 2016
- Fusion, décembre en Laponie, Le Persil, janvier 2016
- Chronique américaine no 1 : la route, La couleur des jours, décembre 2015
- « Écrire en Suisse romande un siècle après Ramuz », Le Persil, mars 2015
- Dans les pas de Walser, sur les traces de Rousseau. Cippe à Bienne, éditions Infolio, 2014
- Le Dos de la cuillère, éditions Paulette, 2013
- Quatre exercices sur la liberté, Le Courrier, 17 juin 2013
- Danse : matière à écrire, Journal de l'ADC Genève, avril 2013
- L'île des cobras et des noix de cajou, La couleur des jours, 2013
- Du cœur à l'ouvrage, éditions de l'Aire, 2012
- Le vent du Nord, La couleur des jours, décembre 2011
- Cippe à Charles-Albert Cingria, éditions Infolio, 2011